# محمد ناجي (كاتب)
محمد ناجي الكاتب والروائي المصري، هو مؤلف العديد من الروايات المعروفة، بما في ذلك «الأفندي»، «أغنية الصباح» و «ليلة سفر». وقد نشر كتابه الأخير «صلاة النسيان» في عام 2011، وتعامل مع معركته الشخصية مع السرطان.

## حياته المبكره
ولد محمد ناجي في عام 1947 في مدينة سمنود الواقعة في محافظة المنيا.، بدأ كتابة القصائد شاباً، تم نشر العديد منها في المجلات العربية. حصل على درجة من كلية الآداب وبعد فترة وجيزة من خدمته في الجيش من 1969 إلى 1974. واصل ناجي مهنته في الصحافة، والعمل لمختلف وسائل الإعلام، وحتى يعمل كمحرر لصحيفة اللغة العربية ليبيراتيون اليوم. 

## المسيرة الأدبية
على مدى حياته، اختلف أسلوب ناجي الفني، بدءا من كتابة القصائد إلى كتابة الروايات. ومع ذلك، تتقاسم أعماله موضوعا مشتركا يتمثل في التجربة البشرية والتواصل مع الطبيعة. ومن المثير للاهتمام، أن أعماله في بعض الأحيان أخذت منحنى سياسيا، وهو من أشهر أعماله المعروفة، رواية الافندي (التي ترجمت أيضا باسم الأفندي، أو مجرد "إفندي" باللغة الإنجليزية)، على سبيل المثال، كانت "انتقادا من الطبقة الوسطى مهوسة بمطاردة المكاسب النقدية والشخصية على حساب الأمة والمجتمع ". ومع ذلك، حتى مع هذه القصة، قاوم ناجي الإغراء لإنتاج أعمال سياسية بحتة، حيث أشار أحد الناقدين إلى ما يلي: "على السطح، يبدو أن  محمد ناجي مثل كتاب آخر من تلك الكتب المحفوفة بالغضب حول الفساد الذي يأكل مصر المعاصرة من في الداخل... [ولكن] يستخدم ناجي القالب المجزأ الآن من الشاب المصري الذي يثني طريقه حتى باستخدام قصاصات غير أخلاقية وخفيفة من ناحية، ويحولها على رأسها عن طريق كتابة شيء أقرب إلى الحديث حكاية خيالية." في أعماله، يظهر ناجي تقارب خاص لمدينة الإسكندرية، حيث أشار أحد المؤلفين إلى أنه هو وغيره من "بروتو-موديرنيستس" مثل محمود سعيد يستخدم الإسكندرية، "أن معظم المدن المزيفة"، كنموذج لما يشكل "مصرية" ". وحتى الآن، لا يزال ناجي يعتبر واحدا من أكثر الكتاب تأثيرا من أي وقت مضى من المنطقة العربية.

## وفاته
وبعد إصابته بالالتهاب الكبدي الوبائي أجبر محمد ناجي على التوقف عن الكتابة. تلقى ناجي جلسات علاجية في باريس، في حين كان الأهل والأصدقاء يأملون أن يتمكن من العودة مرة أخرى إلى إنتاج المصنفات الأدبية. وفي حديثه الأخير مع جريدة الشرق الأوسط، تحدث ناجي عن مرضه قائلا: «كنت أتعرض لظروف أكثر خطورة وخطورة من هذا المرض القاتل. في الواقع، هناك شيء أصعب من الموت وهو الحاجة إلى التنازل عن القيم الخاصة بك. هذه هي اللحظة التي ترغب في الموت فيها حتى لا تفعل ذلك». بعد معركة دامت 4 سنوات مع مرضه، توفي ناجي في 19 نوفمبر 2014 في باريس، في حين تعافى من عملية زراعة الكبد في الأسبوع اللاحق، ودفن في مقبرة الصحافي في مدينة 6 أكتوبر[8]